# Marienkirche (Iserlohn)

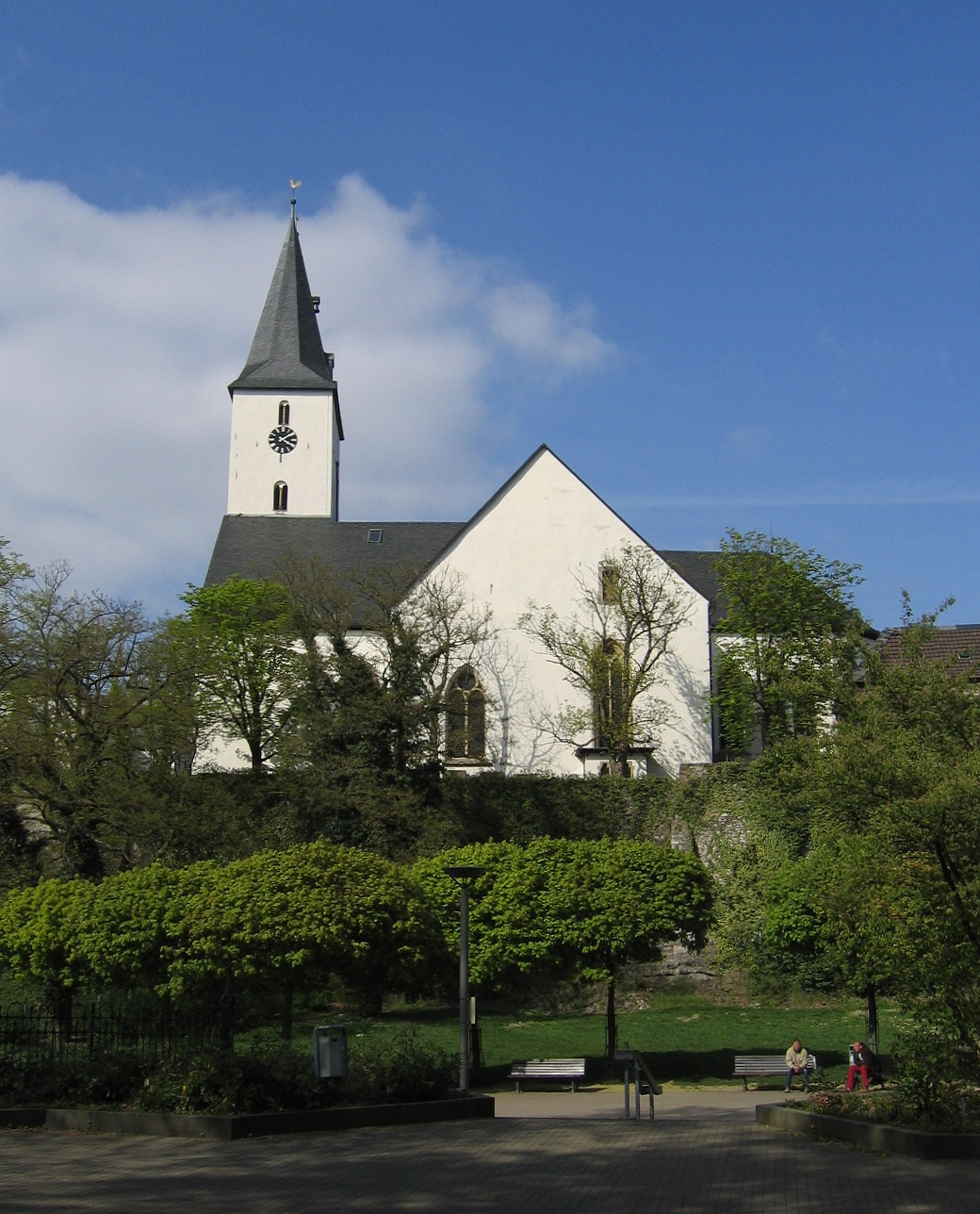
Oberste Stadtkirche

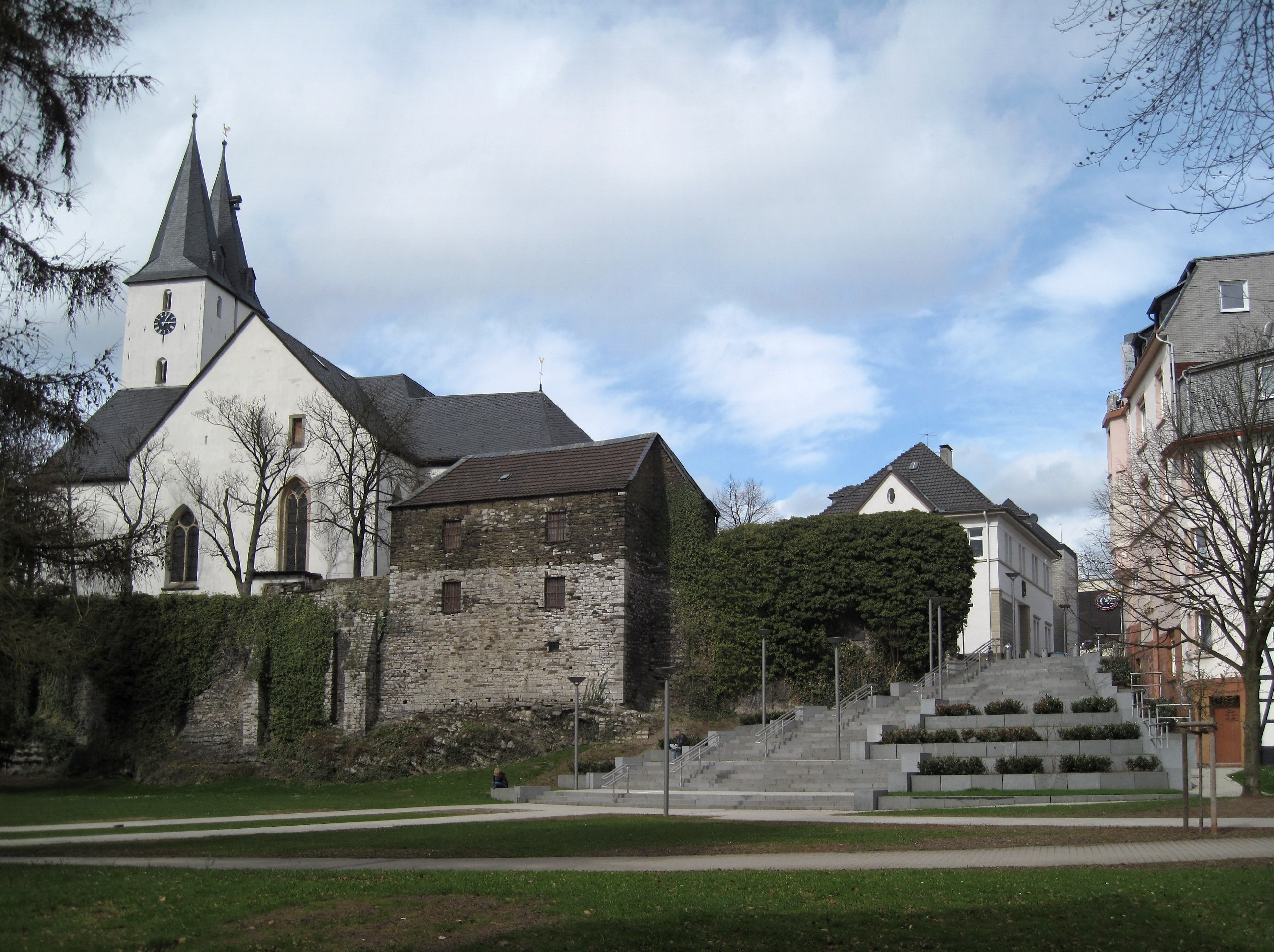
Stadtkirche im Stadtbild

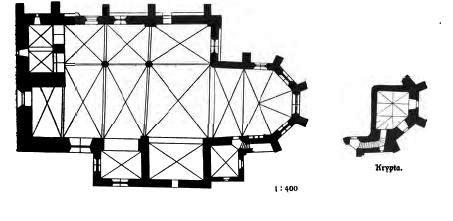
Grundriss der Kirche, daneben Grundriss der Krypta

Die evangelische Marienkirche in Iserlohn (auch Oberste Stadtkirche genannt) entstand wohl mit der Stadterweiterung zu Beginn des 14. Jahrhunderts.

## Geschichte
Anfänglich befand sich an der Stelle eine von der St.-Pankratius-Kirche abhängige Kapelle, geweiht Cosmas und Damian. Möglicherweise befand sich dort auch eine Burgkapelle. Dieser Bau soll um 1330 errichtet worden sein. Die Gestalt des heutigen Baus entstand wohl im 15. Jahrhundert. Seither wird sie auch als Marienkirche bezeichnet. Beim Stadtbrand von 1500 brannten die beiden Türme ab, wurden danach aber wieder aufgebaut. Nach der Reformation war die Kirche evangelische Hauptpfarrkirche. Nach längerer Renovierungszeit ist sie jetzt wieder Ort evangelischer Gottesdienste.

## Bau
Es handelt sich um eine zweischiffige, zweijochige Hallenkirche mit Querschiff. Der Stil ist gotisch mit der Einbeziehung älterer romanischer Bauteile. Der Chor ist einjochig mit 3/8-Schluss. Im Westen des Inneren befinden sich Turmhallen. Die nördliche ist zweiteilig. Über ihr erhebt sich ein Doppelturm. An der Südseite des Schiffes ist ein kapellenartiger Anbau hinzugefügt worden. An der Südseite des Chores befindet sich die Sakristei. Unterhalb des Chores befindet sich eine unregelmäßig geformte Krypta. An der Nordseite und am Chor existieren Strebepfeiler. Der Innenraum ist mit einem Kreuzgewölbe mit Rippen und Schlusssteinen zwischen rundbogigen, auf achtseitigen Säulen, Wandpfeilern und Konsolen überspannt. In der nördlichen Turmhalle, in der Sakristei und in der Krypta gibt es Kreuzgewölbe mit Graten. Die Fenster sind spitzbogig, zweiteilig mit Maßwerk. Das Ostfenster ist dreiteilig. Das nördliche Portal ist frühgotisch mit Ecksäulen. Im Tympanon befinden sich unter einem romanischen Bogen Maßwerk und ein Christuskopf.

## Ausstattung

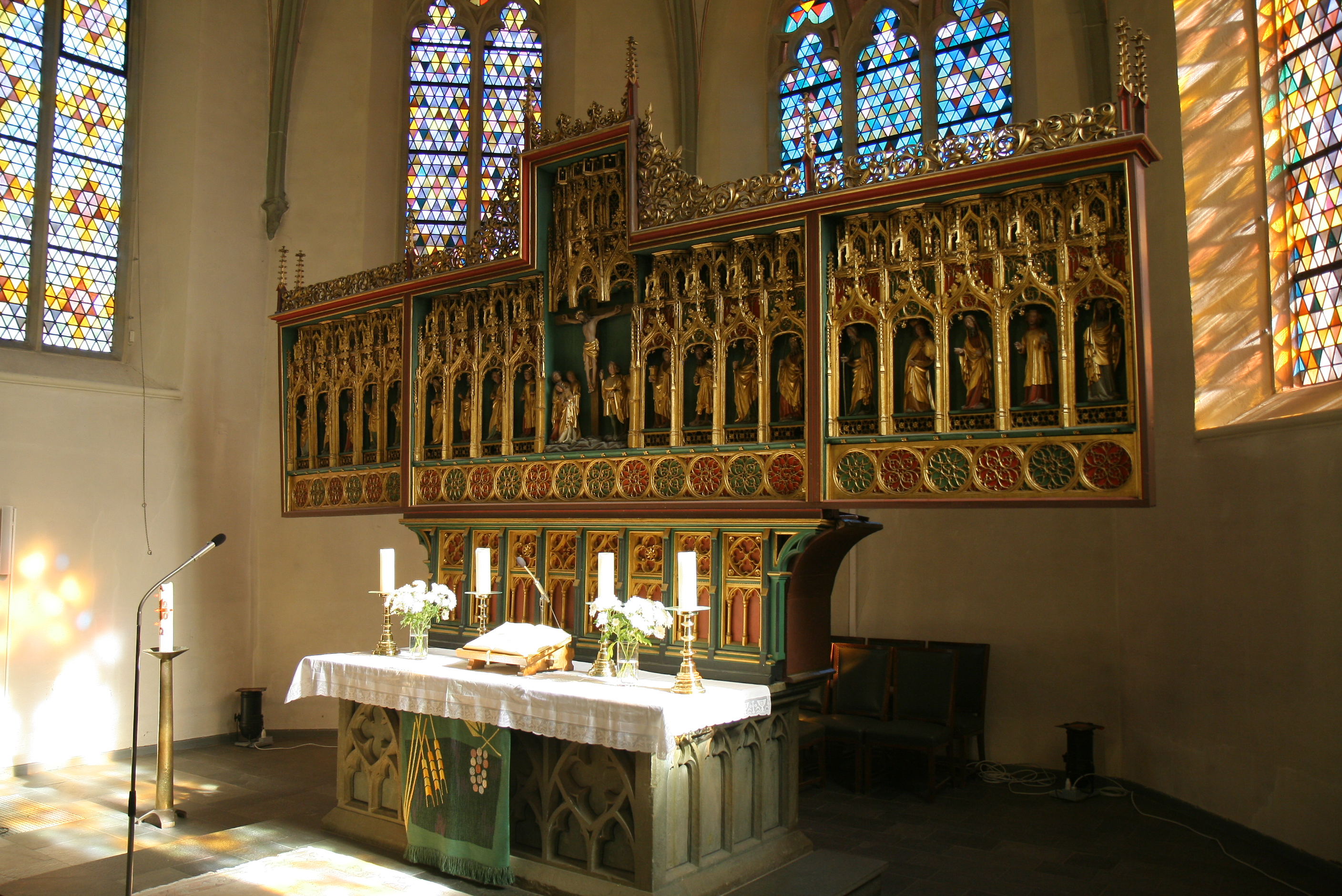
Hochaltar

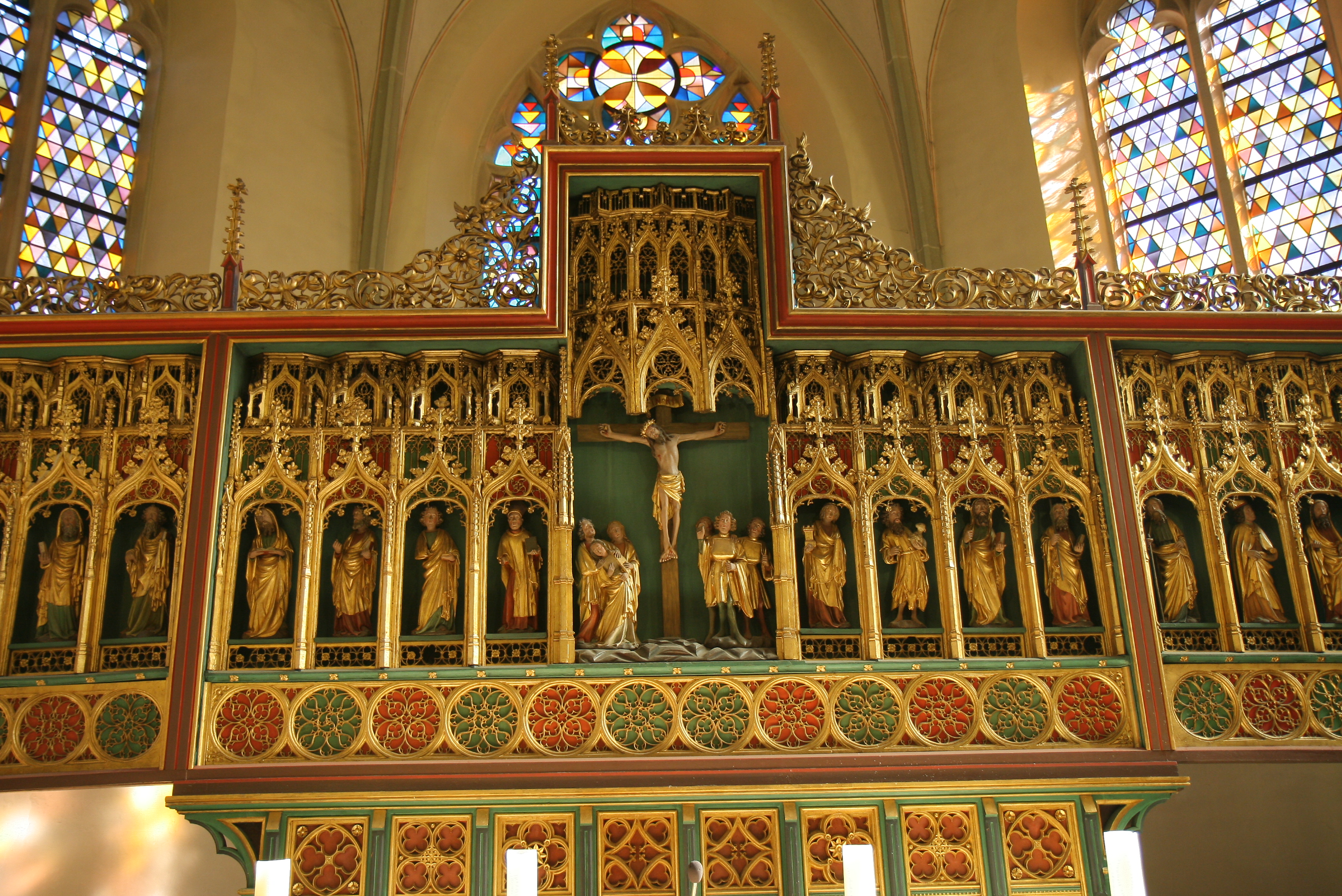
Detailansicht Hochaltar

An der Südseite des Chores befinden sich steinerne gotische Sedilien, dreiteilig mit Maßwerk. Daneben ist auch ein hölzernes gotisches Chorgestühl vorhanden. Auch das Sakramentshäuschen und der Altartisch sind gotisch. In der Kirche befindet sich neben religiösen Figuren auch ein Standbild von Graf Engelbert III. von der Mark. Bemerkenswert sind der spätgotische Klappaltaraufsatz sowie ehemals dazugehörende Tafelgemälde. Das vom Meister von Iserlohn um 1455 geschaffene Marienretabel als Teil des Hochaltars besteht aus acht Tafeln mit Szenen aus dem Marienleben. Es gilt als einer „der schönsten flandrischen Flügelaltäre Westfalens“.

### Orgel
Der aus dem Oberbergischen Freckhausen stammende Orgelbauer Johann Christian Kleine, geb. 1737, gest. 1805 (Erbauer der Orgel in der Evangelischen Kirche Eckenhagen und Sohn des Orgelbauers Johann Henrich Kleine, welcher u. a. die Orgel der Lutherkirche in Altena erbaute), listet in seinen Dispositionssammlungen von 1770 und 1796 eine Orgel der Stadtkirche aus dem Jahr 1741 von Orgelbauer Patroclus Müller (wohl Möller) aus Lippstadt auf, welche er selbst besichtigt hatte. Demnach hatte diese Orgel folgende Disposition mit 34 Registern:
| I Manual        |       |
| Principal       | 16′   |
| Octav           | 08′   |
| Violdigamba     | 08′   |
| Gemshorn        | 08′   |
| Quinta          | 06′   |
| Octav           | 04′   |
| Fleute Duxe     | 04′   |
| Tertie          | 04′   |
| Sesquialter III | 03′   |
| Mixtur V        | 02′   |
| Cimbel IV       | 01⁄2′ |
| Trompett        | 08′   |
| Voxhumana       | 08′   |
| Schalmej        | 04′   |

| II Positiv     |         |
| Principal      | 08′     |
| Gedact         | 08′     |
| Octav          | 04′     |
| Fleut Traverso | 04′     |
| Rohrfleut      | 04′     |
| Quinta         | 03′     |
| Octav          | 02′     |
| Fleute         | 02′     |
| Scharff II     | 01 3⁄5′ |
| Mixtur IV      |         |
| Fagott         | 16′     |
| Hautbois       | 08′     |

| Pedal      |     |
| Principal  | 16′ |
| Octav      | 08′ |
| Octav      | 04′ |
| Mixtur VII | 03  |
| Nachthorn  | 01′ |
| Posaune    | 16′ |
| Trompett   | 08′ |
| Cornett    | 02′ |

- Tremulant
- Coppel zu beiden Claviren
- Kalkanten-Glocke
- 4 Blasebälge 10′ lang und 5′ breit

Die heutige Orgel der Stadtkirche wurde 1972 bis 1973 von dem Orgelbauer Karl Schuke (Berlin) erbaut. Das Schleifladen-Instrument hat 42 Register auf drei Manualen und Pedal. Die Trakturen sind mechanisch.
| I Rückpositiv C–g3 |        |
| Prästant           | 08′    |
| Metallgedackt      | 08′    |
| Quintade           | 08′    |
| Prinzipal          | 04′    |
| Rohrflöte          | 04′    |
| Nasat              | 02 ⁄3′ |
| Feldpfeife         | 02′    |
| Terz               | 01 ⁄3′ |
| Sifflöte           | 01′    |
| Scharff IV–V       |        |
| Rankett            | 16′    |
| Krummhorn          | 08′    |
| Schalmei           | 04′    |
| Tremulant          |        |

| II Hauptwerk C–g3 |        |
| Quintadena        | 16′    |
| Prinzipal         | 08′    |
| Rohrflöte         | 08′    |
| Spitzflöte        | 08′    |
| Oktave            | 04′    |
| Gedacktflöte      | 04′    |
| Quinte            | 02 ⁄3′ |
| Oktave            | 02′    |
| Blockflöte        | 02′    |
| Mixtur V–VI       |        |
| Scharff III–IV    |        |
| Trompete          | 08′    |
| Tremulant         |        |

| III Brustwerk C–g3 |        |
| Holzgedackt        | 08′    |
| Blockflöte         | 04′    |
| Prinzipal          | 02′    |
| Sesquialter II     |        |
| Quintflöte         | 01 ⁄3′ |
| Cymbel III         |        |
| Vox humana         | 08′    |
| Tremulant          |        |

| Pedal C–f1  |     |
| Prinzipal   | 16′ |
| Subbaß      | 16′ |
| Oktave      | 08′ |
| Gedackt     | 08′ |
| Hohlflöte   | 04′ |
| Bauernflöte | 02′ |
| Mixtur V    |     |
| Posaune     | 16′ |
| Trompete    | 08′ |
| Trompete    | 04′ |
| Tremulant   |     |

- Koppeln: I/II, III/II, I/P, II/P, III/P

### Glocken
Im Westwerk hängen drei Gussstahlglocken des Bochumer Vereins aus dem Jahre 1921, gestimmt auf ais°-cis'-e'.